# 水津功
水津 功（すいづ いさお、1962年 - ）は、日本のデザイン教育者、環境デザイナー。
愛知県立芸術大学教授。名古屋大学客員教授。山口県生まれ。

## 経歴
学歴
1986年、東京藝術大学美術学部デザイン科卒業。1988年、東京藝術大学大学院美術研究科修士課程環境造形デザイン修了。
職歴
1988年から1996年、清水建設設計本部。1996年からデザインスタジオ　WaterMarkDesign.lab
1996年、愛知県立芸術大学専任講師。2000年から名古屋大学工学部非常勤講師。2003年、愛知県立芸術大学准教授。2014年、愛知県立芸術大学教授。2015年、名古屋大学未来社会創造機構客員教授

## 主な作品
1990年、小石川パークタワー外構デザイン。1993年、兼松ビルランドスケープデザイン。1993年、順天堂医院本館インテリアデザイン。1993年、栗田工業山口事業所外デザイン。1993年、御堂筋セイコー大阪ビル外構デザイン。1994年、順天堂医院本館外デザイン。1994年、裾野倶楽部庭園デザイン。1996年、味の素医薬品研究所外デザイン提案。1996年、神慈秀明会メインゲートランドスケープデザイン提案。1997年、大学改造計画：愛知芸大キャンパスのリデザイン研究発表。1998年、光環境と色彩の相関関係に関する研究：日比科学技術振興財団研究助成、TOPOS：代官山ヒルサイドギャラリー。1999年、非焦点領域の視野：日本映像学会作品発表
1999年、都市計画道路志段味笹ケ根線環境デザイン提案。
2000年、Essence of the Next-これからのランドスケープデザインコンセプトに関する報告書（清水建設）。2000年、硫黄島慰霊碑等の整備についての提案／東京都・厚生省。
2001年、HOMEOSTASIS　癌研有明病院（東京都）のランドスケープ　デザインコンセプト提案、The Forest of the Future　味の素（株）川崎工場群のマスタープラン提案
2002年、臨海超高層集合住宅の為のランドスケープ提案／東京都・住友不動産（株）
2003年、Snow Crystal／三重県多気町：液晶工場壁面に投影する映像作品制作。
2004年から2005年、浜松市・浜名湖国際園芸博覧会百華園のランドスケープ及び16の庭園デザイン。2005年から2010年、碧南景観調査「景色を集める会」／愛知県碧南市。2009年、碧南市景観調査及び研究発表（2007年より受託研究）。2006から2011年まで、碧南市の市民の心に残る景色を集める活動。
2005年、テルモ（株）研修施設のランドスケープデザイン提案。2006年、景観資源の発掘と評価における画像情報の役割に関する研究（愛知県公立大学法人理事長特別研究費）。2006年から2008年、北青山OM-SQUARE ランドスケープデザイン。2007年から2014年、里山実験場「あいちサトラボ」県民の主体的な学びを支援する公園の企画と運営　里山を自力で学びたい県民の為の公園。2008年、ハーモニックデザイン２　旧米軍駐屯地跡に新しい街を重ね書きするデザイン。2008年から2010年、名古屋市緑区東部地域センター計画デザイン監修。
2008年、北青山OM-SQUAREランドスケープ／東京都港区。2008年、LANDBANK　景観の共有を支援するシステムの開発：愛知県公立大学法人理事長特別研究費、朝霞計画ランドスケープデザイン提案。
2010年、MEGIHOUSE　女木島の空き民家のアートサイト計画、瀬戸内国際芸術祭女木島 調査とその利活用　防風壁オオテ。2010年、瀬戸内国際芸術祭　MEGIHOUSE／香川県高松市女木島常設展示。2010年「MEGIHOUSE」古民家再構築によるアートサイトのデザイン（香川県高松市）。2010年「ユメリア徳重」屋上庭園、ランドスケープデザイン（愛知県名古屋市緑区・名古屋まちなみ貢献賞）。2011年、株式会社岡本2011年「KAKUREMINO」場所性と連動したプロダクトデザイン　平成22年度産学連携研究助成。2012年、Disturbance　撹乱をデザインに組み込む実験公園のモデル。日本の森林問題に取り組む「AGNI」針葉樹が燃やせる鋳造薪ストーブのデザイン。2012年、碧南市名鉄軌道跡地公園計画・碧南市鉄道軌道跡地公園デザインプロジェクト・碧南市における景観研究活動・市民によって選ばれた場所にみずいろベンチを置く（～2014年、みずいろベンチⅠ、Ⅱ／碧南市：景観資源の収集と共有　平成24年度碧南市受諾研究）「disturbance」河川伝統パークデザイン指名コンペティションへの提案LED光源による都市の光環境デザインに関する研究。愛知県立芸術大学キャンパスマスタープラン2011
2013年、音と光のインスタレーションユニットdbcd:デシベルカンデラ 音と光で風景を作るアーティストグループ。境界領域TZ (transitional zone)　堀川の川端再生の提案。あいちサトラボ／愛知県公園緑地課（第29回都市公園コンクール日本公園緑地協会会長賞、ランドスケープコンサルタンツ協会優秀賞）富良野町北星山展望台／富良野町北星山の展望台デザイン「HOKUSEIYAMA The Furano」ランドスケープデザイン（北海道中富良野町）碧南市名鉄跡地公園デザイン／碧南名鉄跡地公園計画における市民及び地場産業との共同による公園デザイン。「Taichung City Culture Center International Competition」提案。「windplants１、windplants２」瀬戸内国際芸術祭の為の作品。みずいろベンチⅡ：景観資源の収集と共有　平成25年度碧南市受諾研究。2015年、有料老人ホームARATAランドスケープデザイン／栃木県下野市。2016年、ハーモニックデザイン１愛地球博記念公園のサトラボの森に立つ展望台デザイン

## 賞歴
1990年、KAWATETSU Street Furniture competition優秀賞。1990年、東京ガス建築環境デザインコンペティション 優秀賞。1991年、米子天満屋ショッピングセンターでSDA賞。1992年、東京ガス建築環境デザインコンペティション 優秀賞。1993年、兼松ビルヂング庭園デザインでBCS賞。1994年、裾野倶楽部庭園デザイン　インターイントラ・スペースデザイン賞。2001年、静岡県ワールドガーデンコンペティション入賞。あいちサトラボで2013年第29回都市公園コンクール日本公園緑地協会会長賞。2014年ランドスケープコンサルタンツ協会賞優秀賞。

## 所属学会・団体
- 日本デザイン学会